# Kanton Puiseaux
Puiseaux is een voormalig  kanton van het Franse departement Loiret. Het kanton maakte deel uit van het arrondissement Pithiviers. Het werd opgeheven bij decreet van 25 februari 2014 met uitwerking op 22 maart 2015.

## Gemeenten
Het kanton Puiseaux omvatte de volgende gemeenten:
- Augerville-la-Rivière
- Aulnay-la-Rivière
- Boësses
- Briarres-sur-Essonne
- Bromeilles
- Desmonts
- Dimancheville
- Échilleuses
- Grangermont
- La Neuville-sur-Essonne
- Ondreville-sur-Essonne
- Orville
- Puiseaux (hoofdplaats)